# Escuadrón Alfa (cómic)
El Escuadrón Alfa es un antiguo equipo de mutantes en la serie de cómics de los Nuevos X-Men: Academia X, en el Universo Marvel. Son estudiantes del Instituto Xavier y son instruidos por miembros de los X-Men. Los colores del escuadrón son el rojo, gris y negro.
Después del Día M todos los escuadrones del Instituto Xavier fueron disueltos y se formó un solo grupo.

## Asesores
El Escuadrón Alfa fue asesorado por el exmiembro de Alpha Flight, Northstar. De allí el nombre de Escuadrón Alfa. Cuando este fue asesinado al parecer por Lobezno, al pelotón se le asignó una nueva asesora, Karma.

## Miembros
Los miembros del Escuadrón Alfa fueron:
- Anole (Victor Borkowski) - Victor era el líder del Escuadrón Alfa y es abiertamente gay. Él posee una mutación reptil que le otorga un caparazón de pinchos en la cabeza, una lengua elástica, puede trepar por las paredes y tiene camuflaje adaptativo; además posee capacidades regenerativas y habilidades físicas mejoradas. Fue uno de los 27 estudiantes del Instituto Xavier que mantuvieron sus poderes después del Día M. Actualmente es estudiante de la Escuela Jean Grey de Aprendizaje Superior (una renovación del Instituto Xavier).

- Caucho (Andrea Margulies) - Andrea poseía un cuerpo elástico y maleable que le permitía estirar cualquier parte de su anatomía en una gran longitud y absorbía el daño físico sin lesiones. Era el miembro más joven del Escuadrón Alfa. Perdió sus poderes después del Día M y murió en el autobús que fue atacado por William Stryker en Los Nuevos X-Men #23.

- Indra (Paras Gavaskar) - Paras es de la India. Tiene una hermana más joven que también era estudiante en el Instituto Xavier aunque ella aun no ha sido mostrada. Su nombre lo toma del dios hindú del tiempo y la guerra y está dotado con la capacidad de formar una armadura protectora alrededor de su cuerpo que le protege de daños físicos. Indra fue uno de los 27 estudiantes del Instituto Xavier que mantuvieron sus poderes después del Día M. Actualmente es estudiante de la Escuela Jean Grey de Aprendizaje Superior (una renovación del Instituto Xavier).

- Loa (Alani Ryan) - Alani es hawaiana. Posee la capacidad de pasar a través de la materia sólida y desintegrarla. Fue una de los 27 estudiantes del Instituto Xavier que mantuvieron sus poderes después del Día M. Actualmente es un recluta de los X-Men en Utopía.

- Red (Sarah Vale) - Sarah poseía la capacidad de comunicarse y manipular máquinas. Esto le permitía acceder a archivos de ordenadores y manipular la programación para satisfacer sus necesidades entre otras cosas. Red perdió sus poderes después del Día M y murió en el autobús que fue atacado por Stryker. Ella era la hermana de Avance.

- Kidogo (Lázaro Kotikash) - Lázaro es un Masái y es casi una cabeza más alto que el resto de su equipo. Poseía la capacidad de reducir todo su cuerpo hasta una altura de diez centímetros desplazando dimensionalmente su masa adicional. En Los Nuevos X-Men: Anuario Especial #1 fue votado como el que tenía el poder más irónico.[1] Perdió sus poderes después del Día M; sin embargo él no estaba en el autobús atacado por Stryker.

### Diezmados
Después de Dinastía de M, Wanda Maximoff dejó sin poderes al 90% de la población mutante. El Instituto Xavier resultó muy afectado, perdiendo a muchos de los estudiantes y a algunos X-Men. El Escuadrón Alfa también se vio afectado. Caucho, Red y Kidogo perdieron sus poderes mientras que Anole, Indra y Loa los mantuvieron. Karma también. Andrea y Sarah lamentablemente murieron en el ataque de William Stryker contra el autobús. El estado y paradero de Kidogo son desconocidos.

## Orientación sexual en el Escuadrón
- Nunzio DeFilippis y Christina Weir han declarado que no es imposible que el Escuadrón Alfa tuviera más miembros gais (2 o 3) que otros escuadrones. Como solo han tomado una decisión sobre la sexualidad de Anole, no están seguros acerca de esto todavía. Queda por ver si esta idea todavía estará en vigor después del diezmo y el cambio de guionistas.

- Shan Coy Manh y Jean-Paul Beaubier, asesora y exasesor del escuadrón respectivamente, son ambos homosexuales.